# Hotel del Prado
El Hotel del Prado es un edificio histórico ubicado en el Prado, Montevideo en Uruguay. Fue construido en 1912 según el proyecto de los arquitectos Juan Veltroni y Jules Knab y declarado Monumento Histórico Nacional en 1975.

## Historia
Fue inaugurado el 15 de septiembre de 1912. En sus comienzos recibía a la aristocracia montevideana de la época, quienes disfrutaban del salón de té, el casino y las fiestas que se brindaban en el lugar. Ha sido visitado por figuras importantes: algunas crónicas que hacen referencia a aquella época relatan que el entonces príncipe de Gales Eduardo VIII, heredero al trono británico visitó el Hotel del Prado durante su estadía en Montevideo.
Si bien se lo conoce como "Hotel" del Prado, no es ni nunca funcionó como hotel. El nombre tiene su origen en que se construyó sobre los cimientos del antiguo Hotel “El Recreo del Prado”, donde era tradicional que los recién casados de todo el país pasaran su luna de miel.

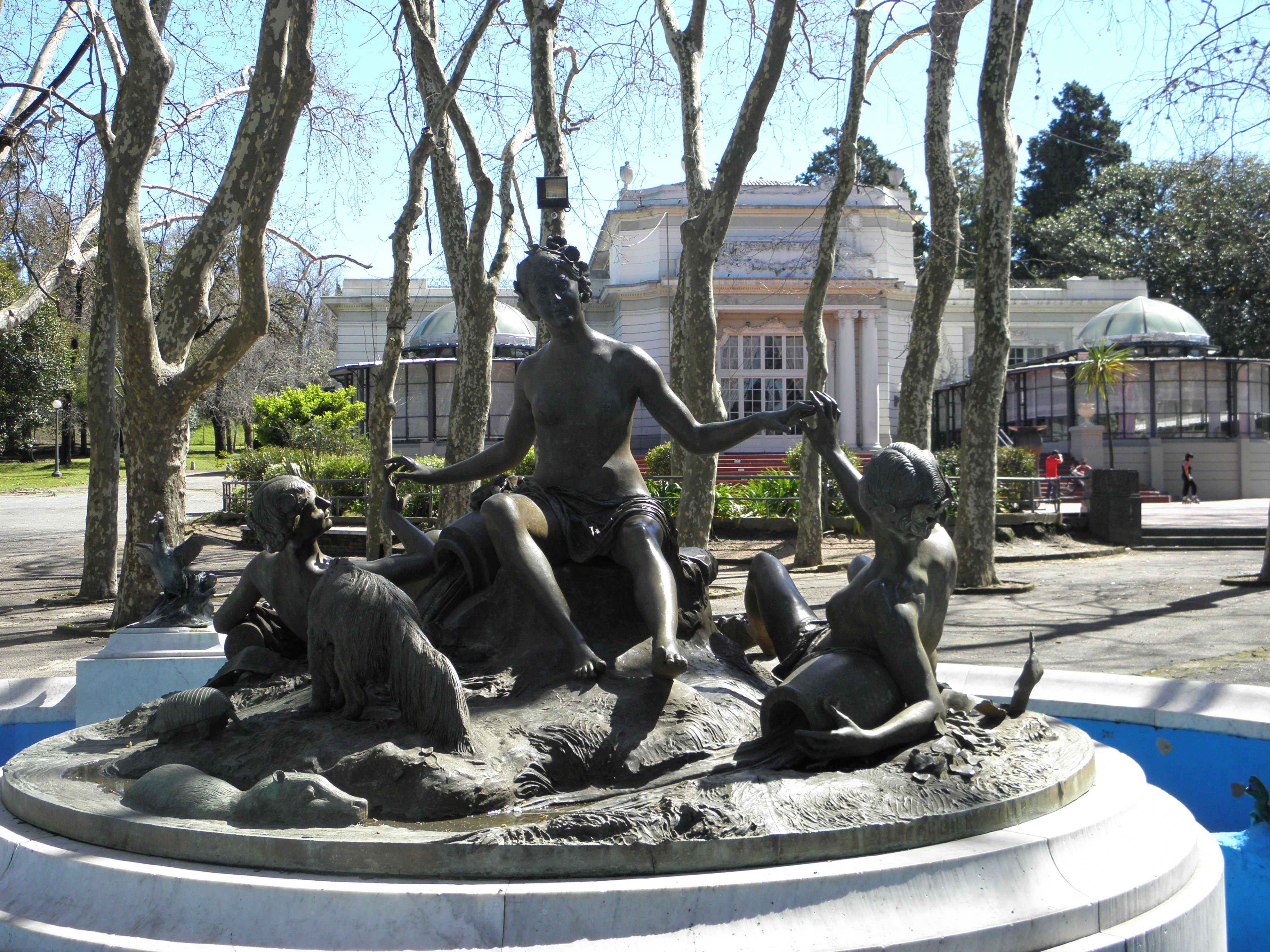
Monumentos frente al Hotel Prado.

En el entorno del hotel del Prado se encuentra la fuente Cordier, cuya escultura central, obra del francés Louis Cordier, simboliza la unión del Río de la Plata y los dos ríos que lo forman (Uruguay y Paraná) representada con tres figuras femeninas rodeadas por animales de la fauna autóctona. La fuente fue inaugurada el 25 de agosto de 1916 en el centro de la Plaza Independencia y, en marzo de 1922, fue trasladada a su actual ubicación.

## Espacio
El Hotel del Prado fue diseñado como un espacio de fiestas y reuniones, actualmente sigue funcionando como tal. Comprende un área de 1200 metros delimitada por las calles Carlos María Pena, Julio Mendilaharsu y Gabriela Mistral. El parque de El Prado es un parque público y sitio de recreo fundado en el año 1873. El predio abarca 106 hectáreas de terreno, en torno al arroyo Miguelete. 
Las calles que bordean al hotel del Prado hacen referencia a grandes escritoras como: Delmira Agustini, María Eugenia Vaz Ferreira, Gabriela Mistral, Esther de Cáceres, Alfonsina Storni y Clara Silva.

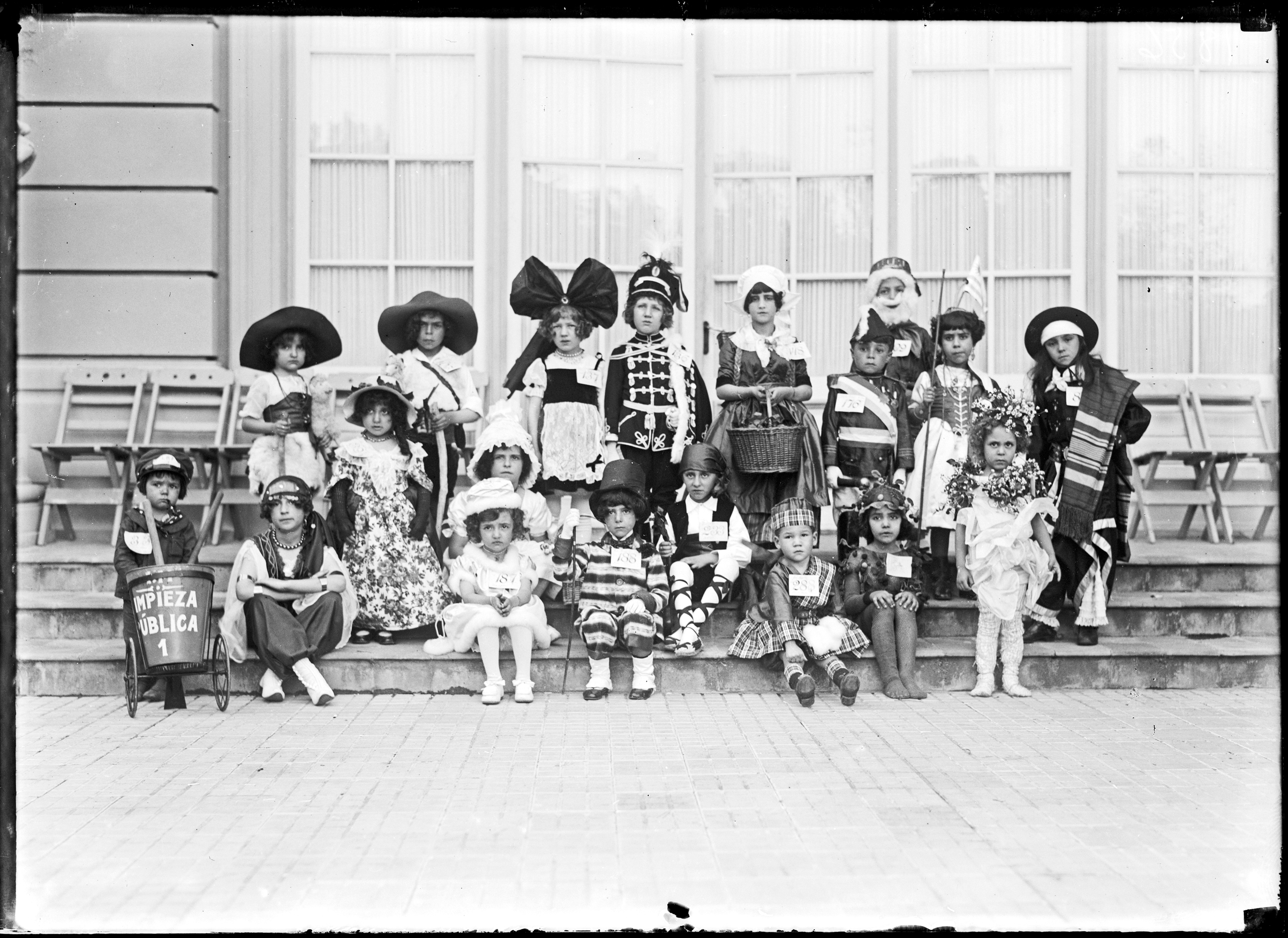
Fiesta de carnaval en 1918, en la explanada del hotel. Archivo: Centro de Fotografía de Montevideo